# Barbara Zieniewska
Barbara Aleksandra Zieniewska (ur. 7 grudnia 1999 w Sokołowie Podlaskim) – polska koszykarka występująca na pozycji niskiej skrzydłowej, od 2023 zawodniczka Athena UMFK Reykjavík.

## Osiągnięcia
Stan na 5 maja 2024, na podstawie, o ile nie zaznaczono inaczej.

### NCAA
- Uczestniczka rozgrywek turnieju NCAA (2023)
- Mistrzyni turnieju Horizon League (2023)

### Drużynowe
Seniorskie
- Mistrzyni I ligi (2017 – awans do TBLK)[3]
- Brązowa medalistka I ligi (2018)[4]

Młodzieżowe
- Mistrzyni Polski:
  - juniorek (2016)[5]
  - kadetek (2015)[6]

### Indywidualne
- Zaliczona do I składu mistrzostw Polski juniorek (2016)[5]

### Reprezentacja
- Brązowa medalistka mistrzostw Europy U–18 dywizji B (2017)[7]
- Uczestniczka mistrzostw Europy dywizji B:
  - U–18 (2016 – 6. miejsce, 2017)[8]
  - U–16 (2015 – 6. miejsce)[9]